# Alexis Moncorgé
Pour les articles homonymes, voir Moncorgé et Gabin.
Œuvres principales
Amok, Eldorado 1528, Gabin à table
Alexis Moncorgé, né le 24 septembre 1986 dans le 16e arrondissement de Paris, est un acteur français.

## Biographie
Petit-fils de Jean Gabin, fils de Mathias Gabin Moncorgé, Alexis Moncorgé grandit dans le haras familial de l'Orne. Il a deux sœurs aînées.
Passionné de théâtre, il suit le Cours Jean-Laurent Cochet et d'Hélène Zidi puis joue entre autres Anton Tchekhov, Alfred de Musset...
À 28 ans, Alexis est la révélation théâtrale masculine aux Molières 2016 pour son rôle dans Amok, nouvelle de Stefan Zweig dont il signe l'adaptation au théâtre,,.

## Théâtre
- 2010-2012 : La Paix du ménage de Guy de Maupassant, mise en scène Caroline Darnay, Festival d'Avignon off, Théâtre Notre Dame Lucernaire, Théâtre du tambour royal
- 2012-2013 : La Mouette d’Anton Tchekhov, adaptation et mise en scène Hélène Zidi, Festival d'Avignon off, Théâtre du Roi René - Théâtre de Ménilmontant
- 2014 : Le Bonheur des dames de Zola, de et mise en scène Florence Camoin, Vingtième théâtre
- 2015 : Il ne faut jurer de rien d'Alfred de Musset, mise en scène Florence Camoin, Théâtre de Saint-Maur-des-Fossés
- 2015-2016 : Amok  de Stefan Zweig, adaptation d'Alexis Moncorgé, mise en scène Caroline Darnay, Théâtre du Poche Montparnasse, Festival d'Avignon off, Théâtre du Roi René, Festival du printemps de Beyrouth
- 2017 : L'Aigle à deux têtes de Jean Cocteau, mise en scène Issame Chayle et Aurélie Augier, Théâtre Le Ranelagh, Paris, avec Delphine Depardieu
- 2019 : Rouge de John Logan, mise en scène Jérémie Lippmann, théâtre Montparnasse
- 2020 : Là-bas de l’autre côté de l’eau de Pierre-Olivier Scotto, mise en scène Xavier Lemaire, Théâtre André Malraux (Rueil-Malmaison)
- 2023 : Eldorado 1528, écrit et interprété par Alexis Moncorgé, mis en scène par Caroline Darnay[5], Festival d'Avignon off, Théâtre du Roi René, Théâtre Montparnasse
- 2024 : Le Vertige de Hadrien Raccah, mise en scène Serge Postigo, théâtre de la Madeleine

## Filmographie
- 2012 : Turf de Fabien Onteniente
- 2017 : Les Grands Esprits de Olivier Ayache-Vidal
- 2018 : Marylin et moi, court-métrage de Jérémie Loiseau
- 2018 : Crime dans le Luberon, téléfilm d'Eric Duret
- 2024 : Joli Joli de Diastème

## Distinctions

### Récompense
- Molières 2016 : Molière de la révélation théâtrale pour Amok

### Nominations
- Molières 2015 : Molière de la révélation théâtrale pour Le Bonheur des Dames de Zola
- Molières 2020 : Molière du comédien dans un second rôle pour Rouge